# Obihiro
Obihiro (Obihiro, 帯広 em japonês) é uma das principais cidades da ilha e província de Hokkaido, na subprovíncia de Tokachi, no Japão.
Em 2003 a cidade tinha uma população estimada em 171 557 habitantes e uma densidade populacional de 277,18 h/km². Tem uma área total de 618,94 km².
Recebeu o estatuto de cidade a 1 de Abril de 1933.

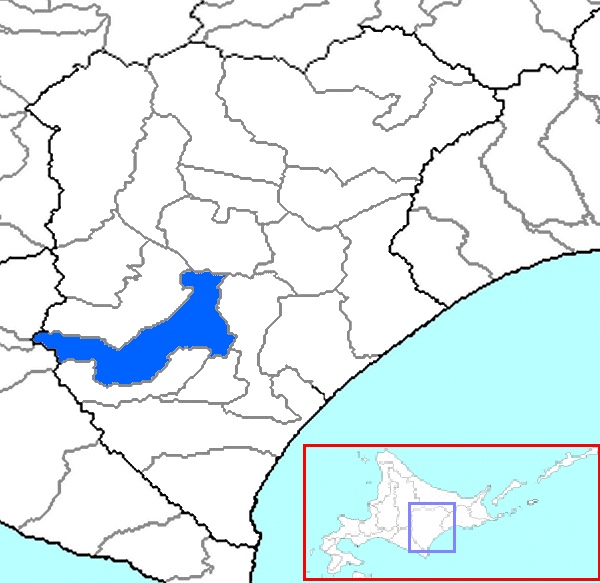
Localização da cidade de Obihiro, dentro da subprefeitura de Tokachi, em Hokkaido